# Libertador (Táchira)
Libertador è un comune del Venezuela situato nello Stato di Táchira.
Il capoluogo del comune è la città di Abejales.